# Паспорт
Паспорт (на френски: passeport: документ за преминаване през пропускателен пункт, на италиански: passaporto: разрешение на пребиваване в пристанище) е документ за самоличност, издаван от държавата (обикновено за нейните граждани).
Служи за удостоверяване на личността при преминаване на национални граници и при пътуване от една страна в друга. В него се вписват данни за лицето като имена, дата и място на раждане, пол, гражданство, националност. Включена е и фотография на човека.
Днес паспортите на различни държави са сходни по размер и дизайн. Според предназначението им биват:
- обикновени паспорти,
- моряшки парспорти,
- служебни паспорти,
- дипломатически паспорти и др.